# Julia Sutton
Julia Sutton (Londra, 7 dicembre 1938) è un'attrice britannica.

## Biografia
Julia Sutton ha fatto il suo debutto sulle scene londinese nel 1960 nel musical Oliver!, a cui seguirono i musical Stop the World - I Want to Get Off (1961), Carnival (1963), Half a Sixpence (1964) e The Matchgirls (1966). Nel 1972 ha interpretato Marta nella prima londinese del musical Company, mentre negli anni successivi ha recitato nel West End in The Good Old Bad Old Days (1972) e Side by Side by Sondheim (1976). Nel 1986 interpretò Madame Dindon nella prima londinese di La Cage aux Folles al London Palladium, mentre nel 1989 fu Mrs Hundson in un adattamento teatrale di Sherlock Holmes con Ron Moody, già suo collega in Oliver! quasi trent'anni prima. La sua carriera teatrale proseguì anche negli anni successivi: nel 1996 recitò nella prima del musical Martin Guerre, seguito nel 2000 da The Witches of Eastwick con Ian McShane. Nel 2004 interpretò la signora dei piccioni nella prima del musical Mary Poppins, mentre nel 2009 fu suor Maria Lazzara in Sister Act al London Palladium. Nel 2013 recitò nel musical Follies in occasione della prima francese del musical al Teatro dell'Opera di Tolone.

## Filmografia parziale

### Cinema
- È meraviglioso essere giovani (It's Great to be Young), regia di Cyril Frankel (1955)
- Scuola di spie (Carve Her Name with Pride), regia di Lewis Gilbert (1958)

### Televisione
- Su e giù per le scale - serie TV, 2 episodi (1974)
- Raffles, ladro gentiluomo - serie TV, 1 episodio (1975)
- Fox - serie TV, 1 episodio (1980)